# Recea Mică, Sălaj
Recea Mică  (în maghiară Kisrécse) este un sat în comuna Vârșolț din județul Sălaj, Transilvania, România.
Atestară documentară: 1326 Reche